# Стари надгробни споменици у Липовцу
Стари надгробни споменици у Липовцу (Општина Горњи Милановац) представљају мању споменичку целину, али драгоцен извор података преко кога се може пратити генеза становништва овог села.

## Липовац
Село Липовац налази се на крајњем истоку општине Горњи Милановац, у широкој долини реке Груже и, својим северозападним делом, на обронцима планине Рудник. Овуда води регионални пут који повезује Горњи Милановац и Крагујевац. Село је разбијеног типа, подељено на Горњи и Доњи крај. Први помени села датирају из позног средњег века, када је овуда пролазио стари пут Рудник-Карановац (данашње Краљево). Становништво је делимично расељено након пада Србије под турску власт. Ново насељавање почело је пре Првог српског устанка са подручја Старог Влаха и делом из Драгачева. Од половине 19. века село је доживело експанзију, да би у последњим деценијама био евидентан знатан пад броја становника. Насеље припада црквеној парохији манастира Враћевшница, а сеоска слава је Мали Спасовдан.

### Сеоско гробље
У Липовцу постоји само једно сеоско гробље. Налази се са десне стране реке Груже, у горњем, старом делу села. На гробљу су остаци црквице посвећене Архангелу Гаврилу. Стари део гробља зарастао је у вегетацију густу. Стари надгробници су углавном у облику стуба (са „капом” или без ње) или у облику танке плоче која се завршава профилисаним крстом, клесани од ситнозрног сивкастог камена.